# كانو هوغاي

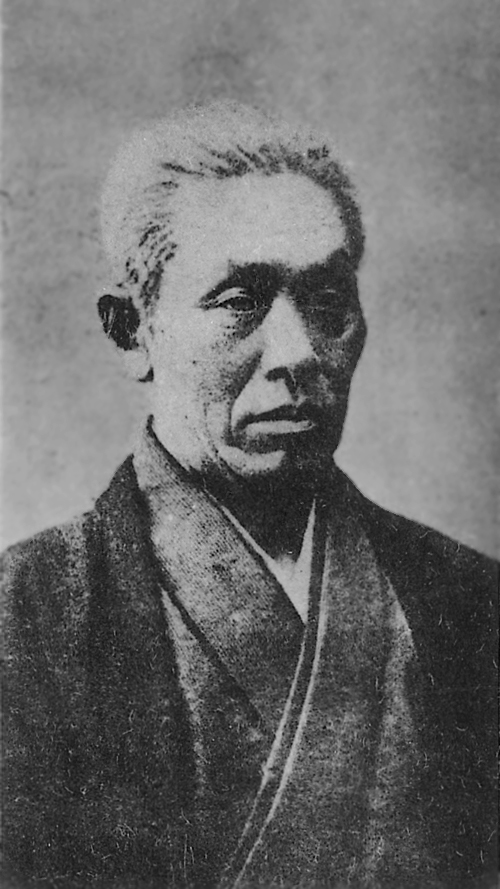
كانو هوغاي

كانو هوغاي واسمه الحقيقي كانو انشن Kanō Enshin هو رسام ياباني مشهور، واسم فرشاته: ايشن Ehshin ، ولد في 27 فبراير 1828 في شيمونوسيكي، وتوفي في 5 نوفمبر 1888.

## السيرة الذاتية
كان تلميذ لكانو شوسن-ان، عاش في طوكيو. يبدو أن والده كانو سيكو كان رسامًا جيدًا، اهتم برغم صغر سنه بالشعر الصيني ومسرح النو. في سن الخامسة عشر، رسم أول لوحة له، وهي Bakan Shinkei Zukan ، وهي عبارة عن لفة مرسومة تمثل منظر لشيمونوسيكي، مرسومة بدقة كبيرة. يعتبر ألبوم الزهور والطيور، Kachō Gasatsu، الذي رسمه في سن السادسة عشرة، أحد روائعه.
تحت تأثير صديق لوالده، الرسام واتاراي تومي من مدرسة توسا، جرب الرسام أسلوب ياماتي-أي (اللوحة اليابانية) ثم واصل دراسته في إيدو في استوديو كاتسوكاوا شونشو (1726-1792)، والذي سرعان ما استبعد منه بسبب دراسته في مدرسة كانو. ولا يزال أحد الرسامين الأكثر شهرة في استوديو كاتسوكاوا، حيث عمل مع هاشيموتو سينتارو وكانو شيجيوكو وكيمورا ريوغاكو.
في عام 1860، رمم جداريات قلعة إيدو. وفي سن الرابعة والثلاثين فقط أخذ لقب هوغاي. كان يزخرف الأواني وصناديق المجوهرات وأشكال على السيراميك لكسب قوت عيشه. في عام 1885، شارك في الصالون الياباني الثاني في باريس مع Kannon Zu، والذي يقام حاليًا في معرض Freer في واشنطن.
إن اجتماعه مع إرنست فينولوسا (جامع وناقد فني ياباني)، الذي عاد إلى اليابان عام 1878 كأستاذ بجامعة طوكيو، كان أمرا في غاية الأهمية لأنه مع هاشيموتو كونيو أعاد احياء فن الرسم الشرقي وتقديمه للأمريكيين.
مع فينولوسا، أوكاكورا كاكوزو وهاشيموتو غاهو أسسوا جمعية لتقدير فن الرسم تحت اسم كانغاكاي. حيث تم إنشاؤها للفت الانتباه إلى الفنون اليابانية التقليدية، خاصة الفنون الكلاسيكية من حقبتي هيان ونارا، والتي بدأ اهمالها بشكل خطير، حيث تم بيع العديد من الأعمال أو حتى تدميرها بسبب اهتمام اليابان المتجدد بالغرب.
شارك هوغاي أيضًا في تأسيس مدرسة طوكيو للفنون الجميلة ولكنها لم تفتح. ولا تزال أعماله، متأثرة بأسلوب (Sesshū(1420-1506، وبقيت على طراز أسلوب كانو Kanō الذي تمت إضافته بناءً على نصيحة فينولوسا، وهي واقعية من ناحية اللون والشكل. وجرى تحليل مقارن مفصل لأحدث لوحات هوغاي ليشهد على تقدم التعاون والتأثر بين الرجلين.
«[. . . ] يكشف التحليل المقارن لاثنين من أحدث أعمال كانو هوغاي »Niō« الذي يحتوي على oni و Hibo Kannon، عن حداثة آخر أعماله في استخدامه للرسم بالحبر والألوان، تماثل ضربات الفرشاة و» وتلوينه«التعبيري التي يبدو خارج النمط. كما تُظهر أحدث أعماله مجموعة واسعة من العناصر من خلفيات متنوعة: رسومات موروثة من بداية فترة إيدو، وتأثير التقنيات التي ظهرت في نهاية تلك الفترة وبداية فترة ميجي، وتقنيات الرسم الغربي ونظريات فينولوسا. حيث لا يمكن اختزال العلاقة بين Hōgai و Fenellosa إلى العبارة المبسطة القائلة بأن» الثقافة اليابانية قد تغيرت بعد قبول الثقافة الغربية«. يجب اعتبار أنه ناتج عن تبادل مشترك بينهما. ولا يمكن فهم الأعمال الأخيرة لـهوغاي Hōgai إلا على أنها نتاج تبادل ثقافي لعدة فترات وأماكن وأشخاص».

## معرض صور

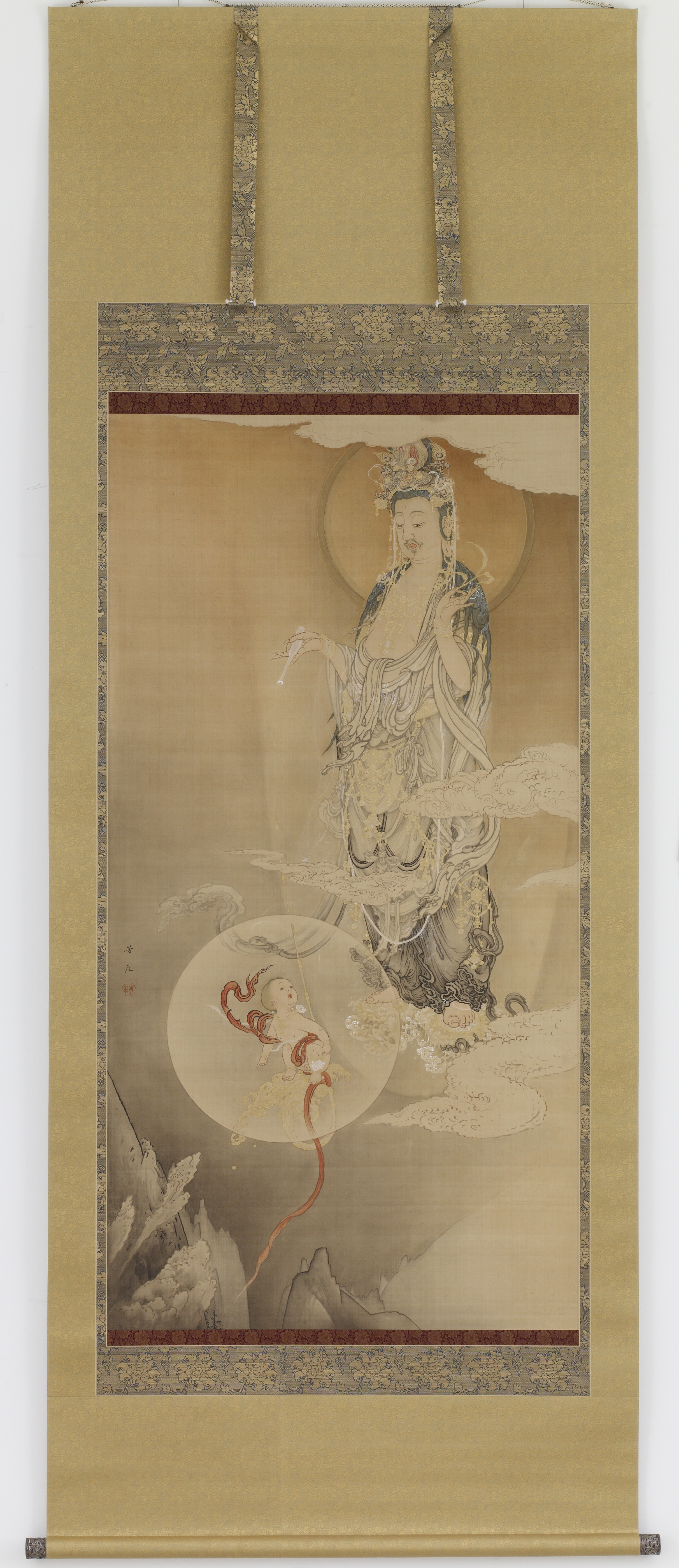
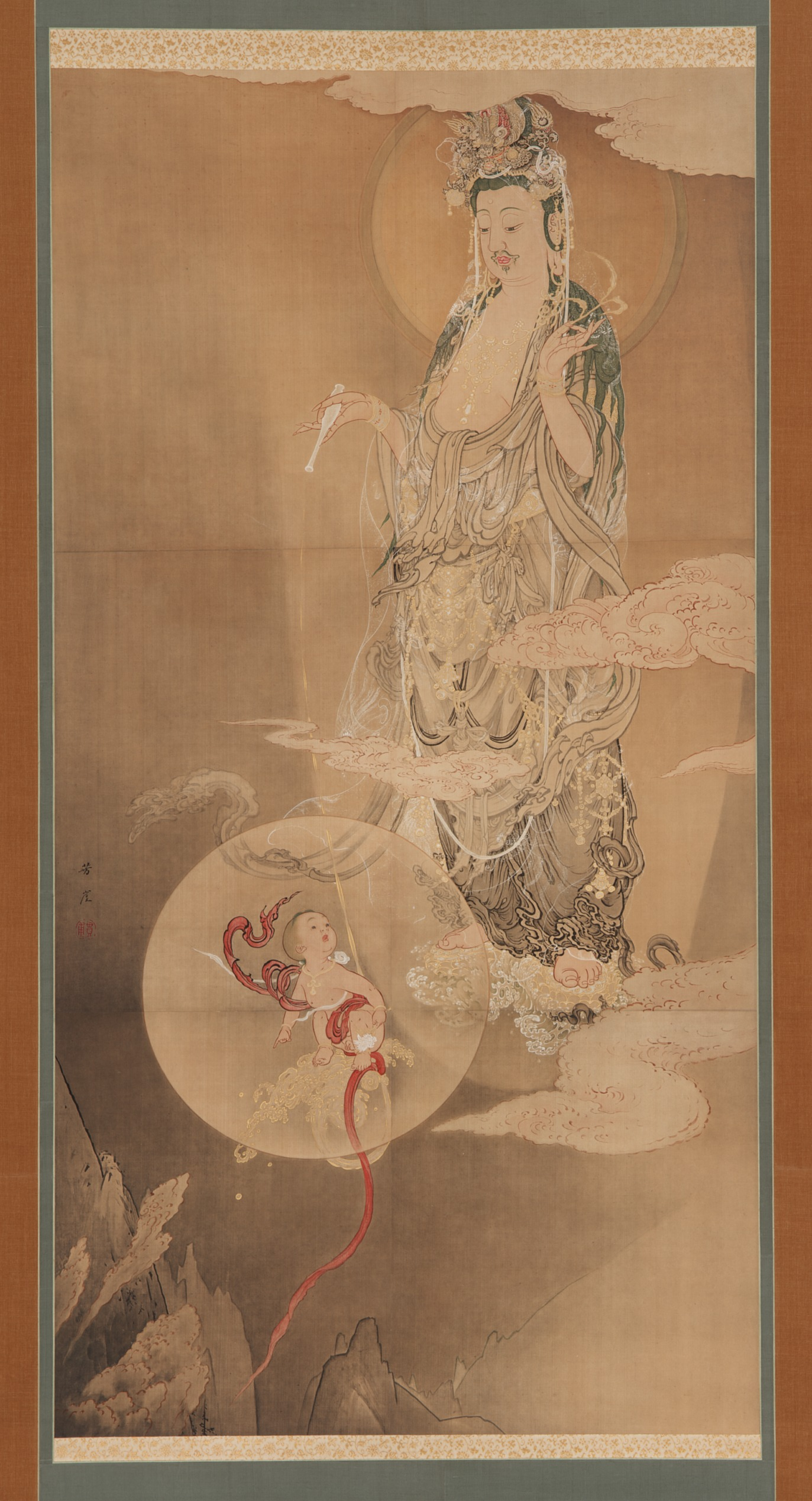
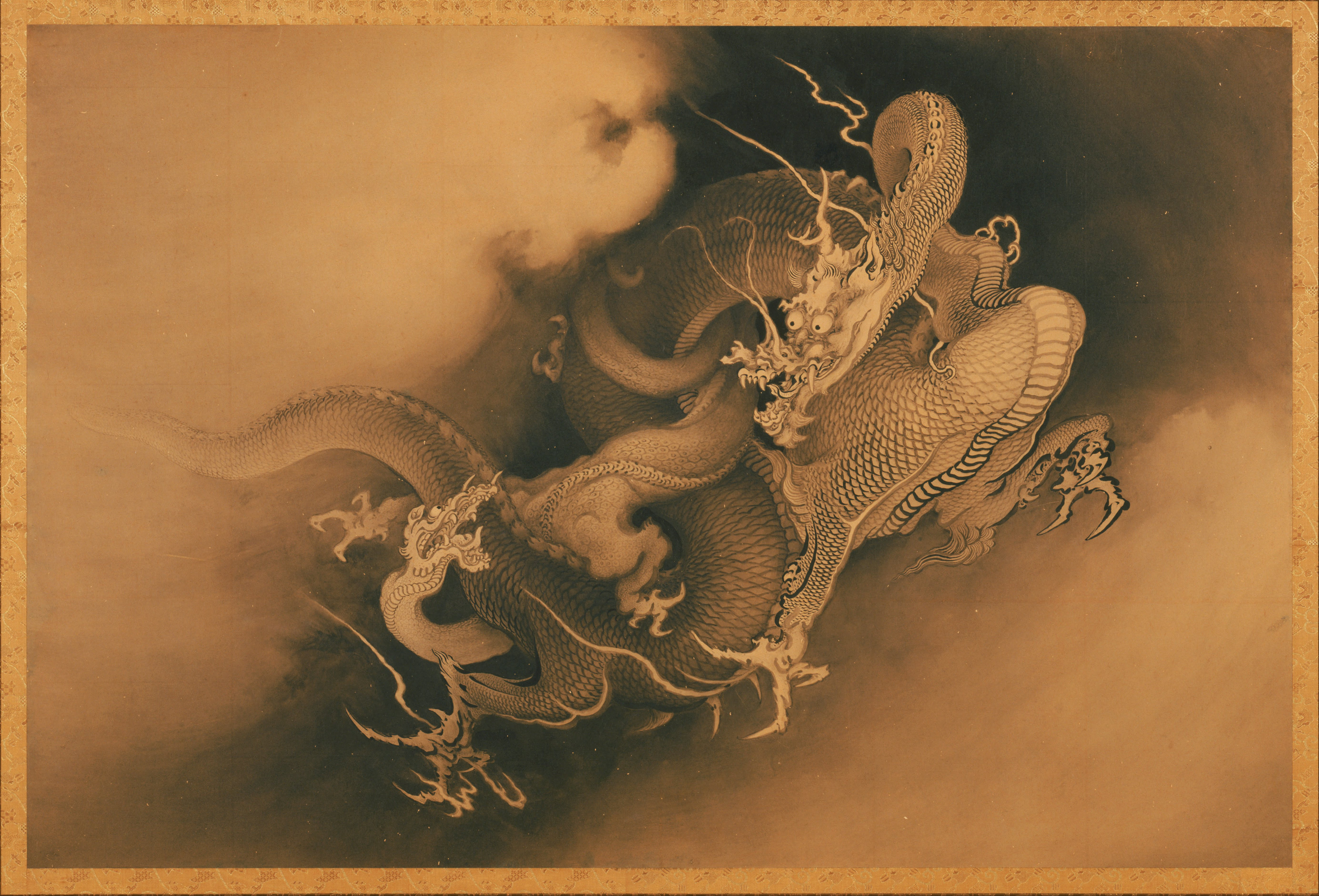
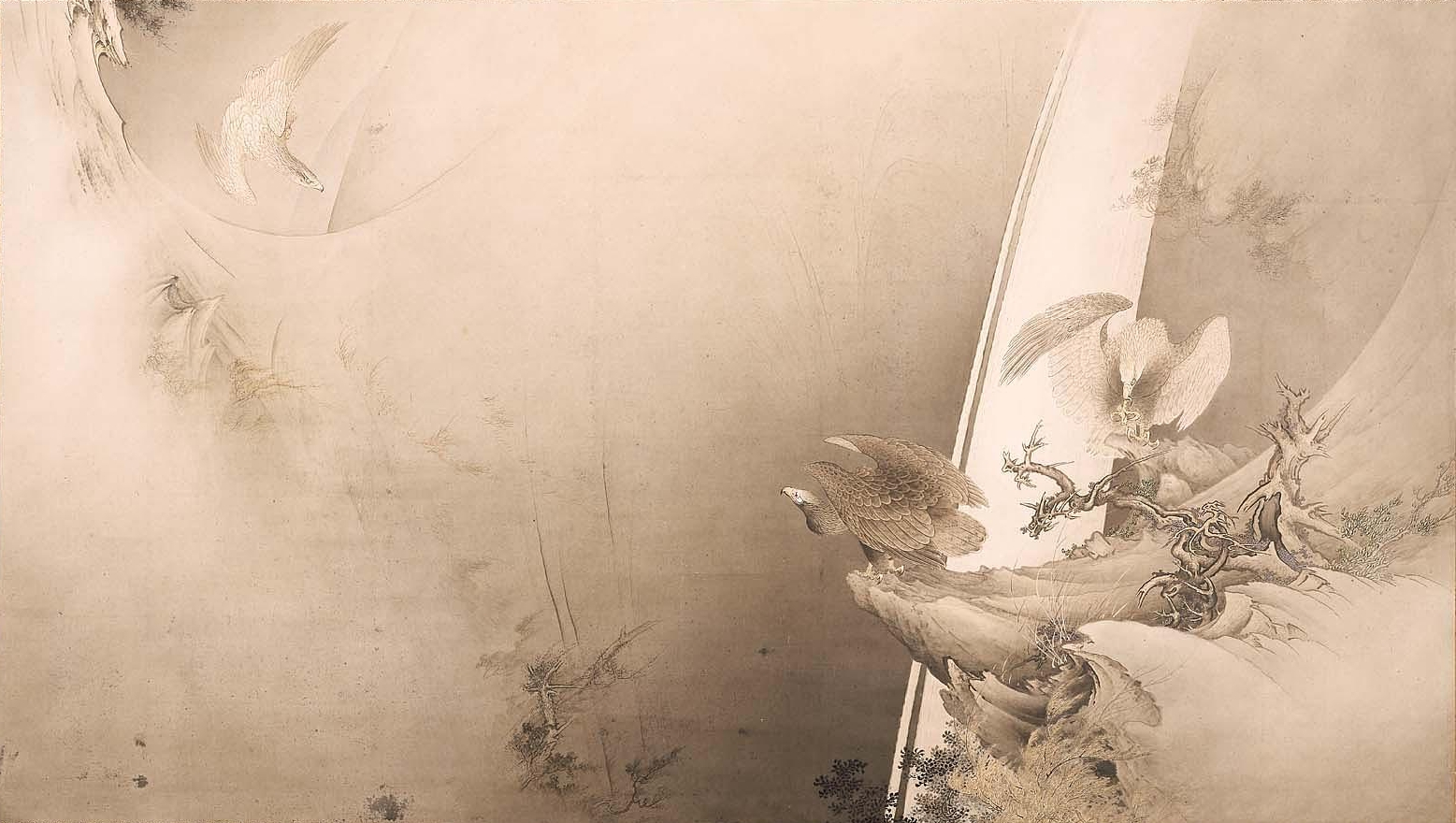
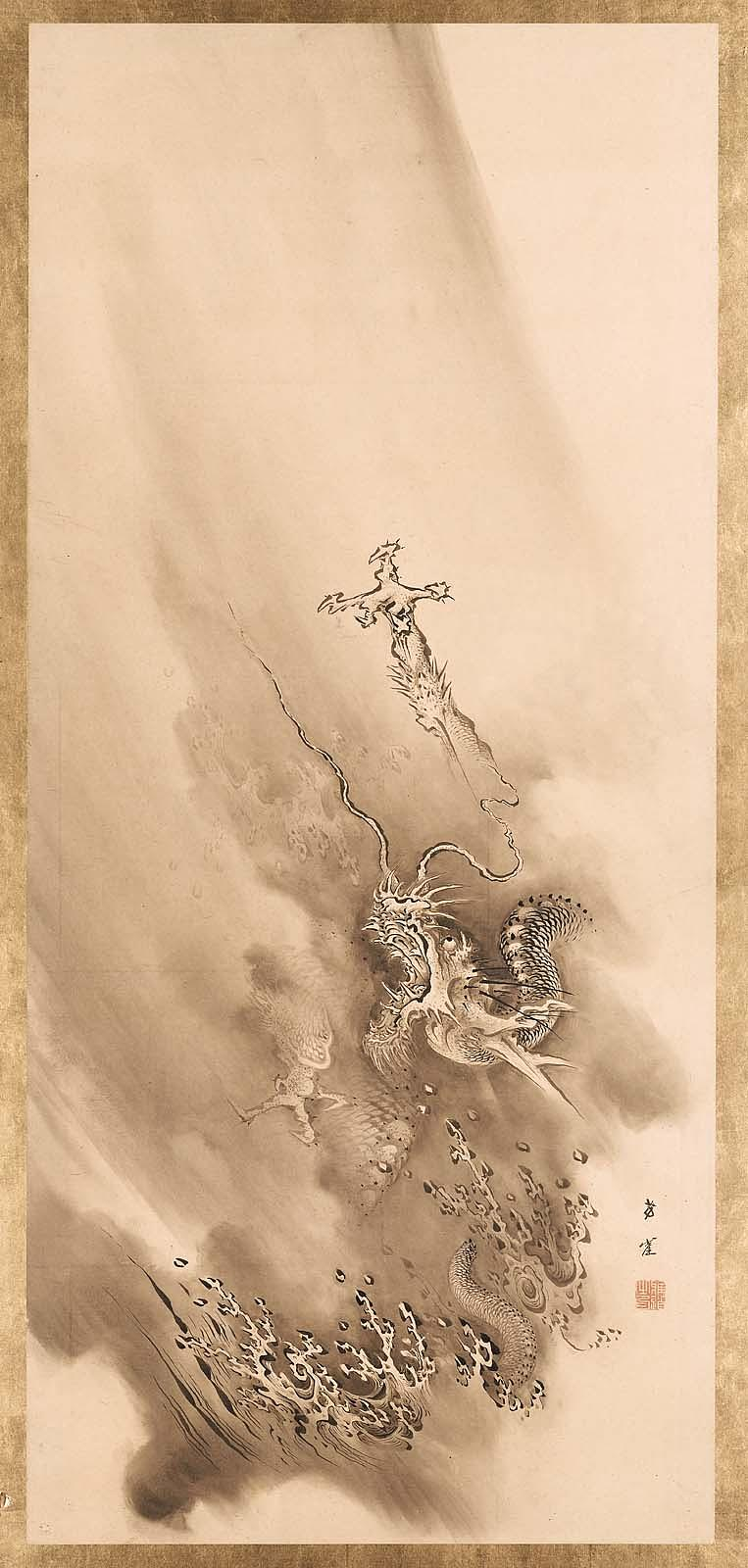
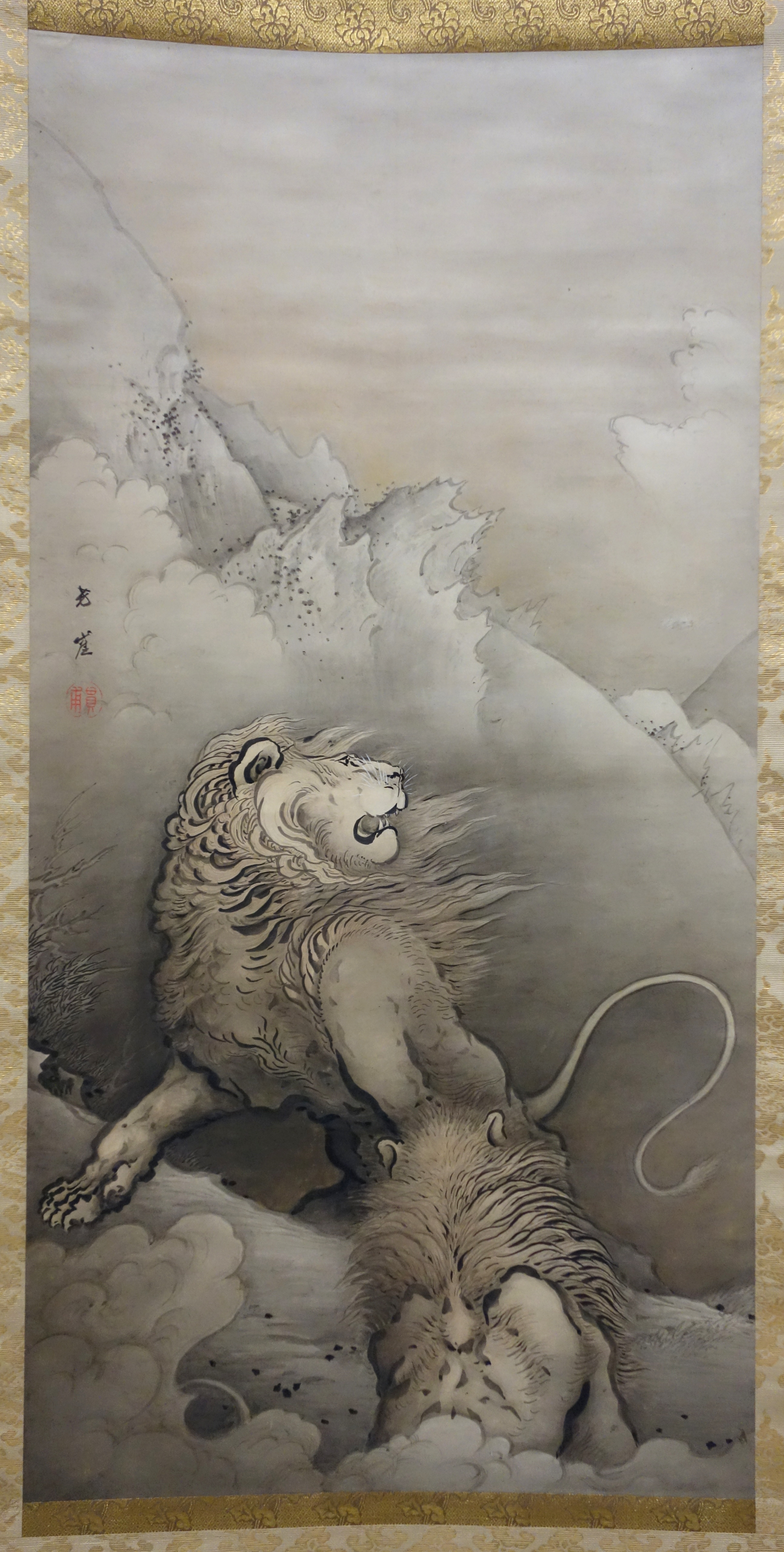

## قائمة المراجع
- تيروكازو أكياما، لوحة يابانية ، سكيرا جنيف - 1961. الناشر: طبعات للفنان ألبرت سكيرا.
- Dictionnaire Bénézit (janvier 1999). Dictionnaire des peintres,sculpteurs, dessinateurs et graveurs (بالفرنسية). éditions Gründ. Vol. 7. p. 689. ISBN:2700030176. {{استشهاد بكتاب}}: تحقق من التاريخ في: |تاريخ= (help)  Dictionnaire Bénézit (janvier 1999). Dictionnaire des peintres,sculpteurs, dessinateurs et graveurs (بالفرنسية). éditions Gründ. Vol. 7. p. 689. ISBN:2700030176. {{استشهاد بكتاب}}: تحقق من التاريخ في: |تاريخ= (help)  Dictionnaire Bénézit (janvier 1999). Dictionnaire des peintres,sculpteurs, dessinateurs et graveurs (بالفرنسية). éditions Gründ. Vol. 7. p. 689. ISBN:2700030176. {{استشهاد بكتاب}}: تحقق من التاريخ في: |تاريخ= (help)
- (بالإنجليزية) الرسامين جيمس كاهيل الباحث العلمي من اليابان: مدرسة نانغا، نيويورك، 1972
- Felice Fischer and Kyoko Kinoshita (2015). Ink and gold : art of the Kano (بالإنجليزية). Philadelphia Museum of Art et Yale University Press. p. 61-66 (The Meiji Revival of the Kano school: The Final Chapter). ISBN:978-0-300-21049-1. Felice Fischer and Kyoko Kinoshita, 2015. {{استشهاد بكتاب}}: |format= بحاجة لـ |url= (help)  Felice Fischer and Kyoko Kinoshita (2015). Ink and gold : art of the Kano (بالإنجليزية). Philadelphia Museum of Art et Yale University Press. p. 61-66 (The Meiji Revival of the Kano school: The Final Chapter). ISBN:978-0-300-21049-1. Felice Fischer and Kyoko Kinoshita, 2015. {{استشهاد بكتاب}}: |format= بحاجة لـ |url= (help)  Felice Fischer and Kyoko Kinoshita (2015). Ink and gold : art of the Kano (بالإنجليزية). Philadelphia Museum of Art et Yale University Press. p. 61-66 (The Meiji Revival of the Kano school: The Final Chapter). ISBN:978-0-300-21049-1. Felice Fischer and Kyoko Kinoshita, 2015. {{استشهاد بكتاب}}: |format= بحاجة لـ |url= (help)
- C. Kozireff ، "Mokubei"، موسوعة Universalis ، باريس، 1971
- (بالإنجليزية) وتشو يونيزوا يوشينو يوشيزاوا، اليابانية أدباء الرسم في نمط، نيويورك - طوكيو 1974

## وصلات خارجية
- كانو هوغاي على موقع الموسوعة البريطانية (الإنجليزية)

1. ↑  Dictionnaire Bénézit (janvier 1999). Dictionnaire des peintres,sculpteurs, dessinateurs et graveurs (بالفرنسية). éditions Gründ. Vol. 7. p. 689. ISBN:2700030176. {{استشهاد بكتاب}}: تحقق من التاريخ في: |تاريخ= (help)
2. ↑  "The Art of Japanese Masters". lingnanart.com (بالإنجليزية). 2014. Archived from the original on 11 نوفمبر 2018. Retrieved 8 avril 2019. {{استشهاد ويب}}: تحقق من التاريخ في: |تاريخ الوصول= (help)
3. ↑  Traduction approximative de ISHIDA Tomoko, Kano Hōgai’s Late Works and Ernest Francisco Fenollosa, جامعة كانساي [الفرنسية]‏, 2012. نسخة محفوظة 1 نوفمبر 2018 على موقع واي باك مشين.